# MusicBank!音楽事務所
ミュージックバンク音楽事務所（登記社名: MusicBank合同会社）は東京都千代田区にある音楽プロダクション、エージェンシー。

## 概要
2015年の会社設立当初より音楽制作・マネジメント・プロデュース・ディレクションなど音楽に関わる業務を中心におこなっている。
音楽プロデューサーとのコラボによりアーティスト・ミュージシャンをトータル的にプロデュースすることを得意としている。
また、国内最大級のファッションエンタテイメント「関西コレクション」のオープニングアクトオーディションや西日本最大級の音楽フェス「Music Tribe」など大型フェスのブッキング・キャスティングもおこなう。

## 所属アーティスト
- 引地裕美
- BUBBLE POST
- 伊藤ゆき
- 北郷さち

## 業務提携アーティスト
- Rie fu
- 何故ナツミ

## 関連会社
- 株式会社fearless
- 株式会社NiitA
- Best Brain inc.
- 株式会社office h